# Viburnum foetidum
Viburnum foetidum är en desmeknoppsväxtart som beskrevs av Nathaniel Wallich. Viburnum foetidum ingår i släktet olvonsläktet, och familjen desmeknoppsväxter.

## Underarter
Arten delas in i följande underarter:
- V. f. ceanothoides
- V. f. rectangulatum